# Chuột núi Lào
Chuột núi Lào, kha-nyou, hay chuột đá Trường Sơn (tên khoa học: Laonastes aenigmamus, tức là "chuột đá Lào") là loài gặm nhấm sống ở miền Khammuane của Lào. Loài này được miêu tả lần đầu tiên năm 2005 trong một bài báo của Paulina Jenkins và một số người khác, họ nghĩ rằng động vật này có tính chất khác biệt với các loài gặm nhấm đang sống đến độ cần phải đặt nó vào một họ mới, gọi là Laonastidae.
Vào năm 2006, cách phân loại của loài chuột này bị Mary Dawson và một số người khác bác bỏ. Họ cho rằng nó thuộc về họ hóa thạch cổ, Diatomyidae, trước đây tưởng bị tuyệt chủng 11 triệu năm trước. Do đó, loài này tiêu biểu cho đơn vị phân loại Lazarus. Con này giống với con chuột lớn có lông đen và đuôi dày rậm lông. Nó có sọ rất lạ với đặc điểm khác với các thú vật khác đang sống.
Tháng 9 năm 2011, Tổ chức bảo tồn động vật hoang dã quốc tế (FFI) thông báo đã phát hiện chuột núi Lào ở xã Thượng Hóa, huyện Minh Hóa, tỉnh Quảng Bình. Thông báo khoa học ở Tập san Sinh học Việt Nam năm 2012 thì chuột núi Lào được phát hiện ở Vườn quốc gia Phong Nha – Kẻ Bàng .

## Phát hiện
Các mẫu vật đầu tiên được phát hiện năm 1996, khi thấy chúng bị làm thịt để bán như thực phẩm tại chợ ở Thakhek, Khammuane. Sau đó năm 1998 ba bộ xương của loài động vật này đã thu được từ người dân. Các nhà nghiên cứu Hiệp hội bảo tồn Động vật hoang dã quay trở lại Lào và đã phát hiện một số mẫu vật khác.
Các phát hiện mới đã cho thấy động vật này có thể không phải là hiếm như từng nghĩ. Ngày 13/06/2006 David Redfield, giáo sư danh dự của Đại học bang Florida, và nhà sinh học động vật hoang dã Uthai Treesucon người Thái Lan công bố họ đã bắt, chụp ảnh và ghi hình một mẫu sống của loài này tại bản Doy ở Lào. Ngày 3/8/2025, cá thể chuột đá Lào được ghi lại hình ảnh sinh động ngoài tự nhiên, trong tư thế kiếm ăn ban đêm ở Vườn quốc gia Phong Nha - Kẻ Bàng, tỉnh Quảng Trị. 

## Chỉ dẫn
1. ↑  Dường như có sự "đại khái", hay thiếu chính xác, trong bài của Vnexpress về tên "Tổ chức bảo tồn động vật hoang dã quốc tế" với ghi chú "FFI". Thực tế là Hiệp hội bảo tồn Động vật hoang dã (WCS, Wildlife Conservation Society) của Mỹ là cơ quan phát hiện "chuột núi Lào" được làm thịt và bán ở chợ Thakhek, Khammouan, Lào năm 1996. FFI hay Fauna and Flora International, là tổ chức của Anh, không làm việc này.